# Hans Krendlesberger

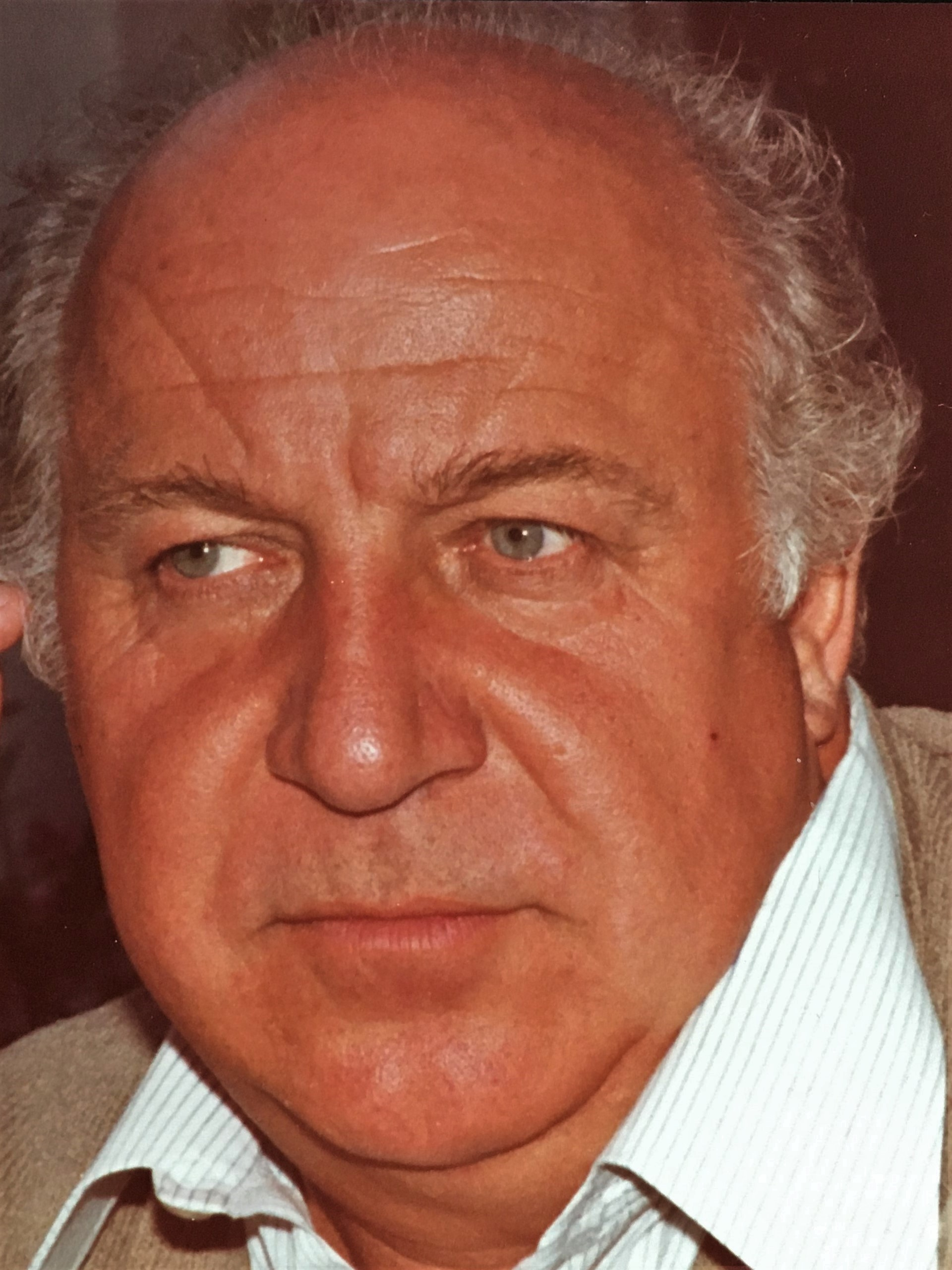
Hans Krendlesberger 1985

Hans Friedrich Krendlesberger (* 17. Juni 1925 in Scheibbs; † 17. November 1995 in Wien) war ein österreichischer Rundfunkregisseur, Dramatiker und Autor von Hör- und Fernsehspielen.

## Leben
Hans Krendlesberger verbrachte seine frühe Kindheit in Scheibbs (Niederösterreich), ab seinem dreizehnten Lebensjahr besuchte er das Realgymnasium in Wien. 1943 wurde er eingezogen. Nach zwei Jahren an der Front und neun Monaten Kriegsgefangenschaft studierte er an der Universität Wien Theater-, Zeitungs- und Musikwissenschaft. 1950 promovierte er mit einer Dissertation über Das Theater der Vereinigten Staaten – vom Bürgerkrieg bis zur Gegenwart zum Dr. phil.
Noch im selben Jahr wurde er von der Sendergruppe Rot-Weiß-Rot mit dem Aufbau der Hörspiel- und Literaturabteilung im Studio Linz betraut. Nachdem 1966 sein Theaterstück Die Aufgabe vom Theater der Josefstadt aus 80 Stücken für die Wiener Festwochen ausgewählt und zum Bühnenerfolg geworden war, holte ihn das Österreichische Fernsehen wieder zurück nach Wien.
1968 kehrte Krendlesberger als Regisseur der Programmdirektion zum Hörfunk zurück. Von 1976 bis zu seiner Pensionierung war er Leiter für Literatur und Hörspiel des ORF I. Er leitete die Reihe Du holde Kunst im Raum Wien und inszenierte insgesamt über 1200 Hörspiele.
1980 erhielt er den bedeutenden Hörspielpreis der RAI beim Prix Italia. Als seine wichtigste Produktion gilt die Gesamtaufnahme von Karl Kraus‘ Monsterdrama Die letzten Tage der Menschheit unter Mitwirkung von 200 Schauspielern, darunter fast allen Theatergrößen des deutschen Sprachraums.
Da Krendlesberger für Funk und Fernsehen bereits viele Stücke bearbeitet hatte, u. a. Stücke von Scribe und Nestroy, war es naheliegend, dass er auch selbst nicht nur als Hörspielautor, sondern auch als Dramatiker in Erscheinung trat. Seine erfolgreichen Theaterstücke wie Die Aufgabe, Die Frage, Das Interview, Die Monstren, u. a., wurden in Paris ebenso gespielt wie in Wien, Berlin, Rom, Helsinki, Sofia und Krakau.
All diese Werke wurden auch im in- und ausländischen TV und Rundfunk ausgestrahlt. 1975 wurde Das Interview als bestes bulgarisches Hörspiel ausgezeichnet. In der Produktion des deutschen Fernsehens (Das Interview) sind Lil Dagover und Heidi Brühl in den Hauptrollen zu sehen, die Protagonistin bei den Bregenzer Festspielen war Joana Maria Gorvin.
Von 1975 bis 1990 war Hans Krendlesberger Präsident des Österreichischen Schriftstellerverbandes und Vorstandsmitglied des Österreichischen PEN-Clubs. Von den vielen Auszeichnungen, die ihm verliehen wurden, seien hier die wichtigsten genannt: Österreichischer Staatspreis für TV-Spiel (1969), 1. Preis für Literatur aus dem Österreichischen Kunstfonds (1975), Ehrenkreuz für Wissenschaft und Kunst (1981), Kulturpreis des Landes Niederösterreich (1982), Medaille in Gold „1300 Jahre Bulgarien“ (1991), Goldenes Verdienstzeichen des Landes Oberösterreich (1988), Ehrenkreuz für Wissenschaft und Kunst Erster Klasse sowie das Goldene Ehrenzeichen der Bundeshauptstadt Wien (1990).

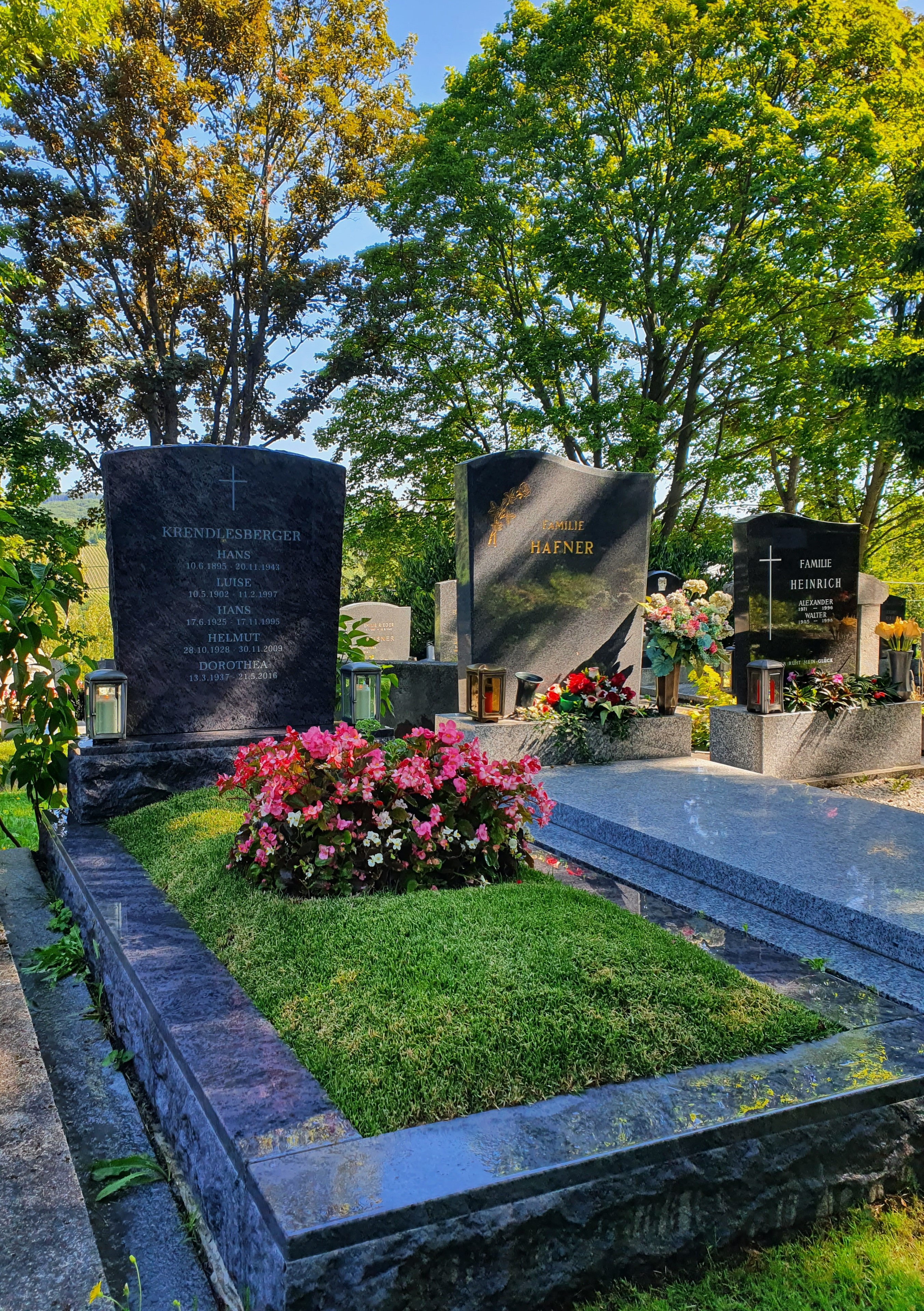
Grabstätte Hans Krendlesberger & Familie auf dem Neustifter Friedhof, 29. Juli 2021

Hans Krendlesberger liegt in Wien, auf dem Neustifter Friedhof begraben.

## Werke

### Monographien
- Das Theater der Vereinigten Staaten von Amerika – vom Bürgerkrieg bis zur Gegenwart. Wien, Univ., Diss., 1950. UB

### Als Dramatiker
- "Die Aufgabe" (Schauspiel)[1] – Uraufführung 1979 am Stadttheater Ingolstadt unter der Regie von Michael Peter
- "Das offene Labyrinth" (Dramen, 1982)[1]
- Jean Baptiste Molière: Der fliegende Arzt (Bearbeitung)
- Die Aufgabe, Drama, Wien, 1966[1]
- Die Frage, Drama, Berlin 1968[1]
- Das Interview, Fernsehspiel, Wien 1969[1]
- Die Monstren, Drama, Hannover 1973[1]
- Das Interview, Drama, Krakau 1973
- Das Bett (Ich hab genug, ich bleib im Bett), Drama, Sommerhausen 1976
- Das italienische Frühstück, (drei Einakter), Sommerhausen 1989
- Der Dichter und der Schwan, (zwei Einakter), Sommerhausen 1990
- Die Dichterin der Stille, Drama, Sommerhausen 1993

### Als Regisseur (Auswahl)
- Franz Werfel: Die vierzig Tage des Musa Dagh (1967)[4]
- Marguerite Duras: Hiroshima, mon amour (1972)
- Antoine de Saint-Exupéry: Nachtflug (1970)
- Arthur Schnitzler: Das weite Land (1974)
- Karl Kraus: Die letzten Tage der Menschheit (1974) (vollständige szenische Realisierung in 45 Folgen)
- Friederike Mayröcker: Bocca della Verità (1977)
- Gert Hofmann: Die Überflutung (1980)[2], ausgezeichnet mit dem Prix Italia der RAI

### Als Hörspielautor
- 1963: Caprice, Hörspiel, ORF
- 1965: Meine Schwester in Paris, Hörspiel, ORF
- 1969: Das wahre Leben, Hörspiel, ORF
- 1971: O süße Last, Hörspiel, ORF
- 1983: Der Trapezakt und Die Couch, zwei Kurzhörspiele, Regie: Ferry Bauer, ORF Vorarlberg

## Würdigungen
- 1958 Schleussner-Schueller-Preis des Hessischen Rundfunks für die beste Hörspielproduktion des Jahres
- 1966 Das Bühnenstück „Die Aufgabe“ wird vom Theater der Josefstadt aus 80 Stücken für die Wiener Festwochen ausgewählt.
- 1967 Förderungspreis für Literatur der Stadt Wien[1]
- 1969 Staatspreis für Fernsehspiele[1]
- 1970 Kleiner österr. Staatspreis für Literatur[1]
- 1972 Förderungspreis des Landes Niederösterreich für Dichtung
- 1976 Verleihung des Berufstitels „Professor“[5]
- 1980 Prix Italia (Premio della RAI)[2]
- 1981 Österreichisches Ehrenkreuz für Wissenschaft und Kunst
- 1982 Kulturpreis des Landes Niederösterreich für Literatur[1]
- 1984 Goldene Ehrenmedaille der Bundeshauptstadt Wien in Gold[1]
- 1988 Goldenes Ehrenzeichen für Verdienste um das Bundesland Niederösterreich
- 1988 Goldenes Verdienstzeichen des Landes Oberösterreich
- 1990 Goldenes Ehrenzeichen für Verdienste um das Land Wien[1]
- 1990 Österreichisches Ehrenkreuz für Wissenschaft und Kunst 1. Klasse[1]
- 1991 Medaille in Gold „1300 Jahre Bulgarien“
- 1995 Franz-Theodor-Csokor-Preis